# Земледельческое
Земледельческое (каз. Земледельческое) — упразднённое село в Аккайынском районе Северо-Казахстанской области Казахстана. Входило в состав Киялинского сельского округа. Упразднено в 2008 году.

## История
Указом ПВС Казахской ССР от 16.08.1971 года посёлку отделения №3 совхоза «Киялинский» присвоено наименование село Земледельческое.

## Население
В 1989 году население села составляло 246 человек. Национальный состав: русские — 21 %, немцы — 48 %.
По данным переписи 1999 года, в селе проживало 156 человек (80 мужчин и 76 женщин).